# Globba albiflora
Globba albiflora är en enhjärtbladig växtart som beskrevs av Henry Nicholas Ridley. Globba albiflora ingår i släktet Globba och familjen Zingiberaceae. IUCN kategoriserar arten globalt som livskraftig.

## Underarter
Arten delas in i följande underarter:
- G. a. aurea
- G. a. albiflora